# Hypomesus transpacificus
Hypomesus transpacificus ist ein stark bedrohter, schlanker, 5 bis 7 cm großer Fisch, der das Brackwasser des oberen Sacramento-San-Joaquin-Flussdeltas bewohnt.
Er verlässt das Mischwasser nur einmal, während der ersten Regenfälle im Frühjahr, um flussaufwärts zu laichen.
Aufgrund der nur einjährigen Lebensdauer und der geringen Anzahl Nachkommen reagiert der Bestand von H. transpacificus sehr sensibel auf Veränderungen des Lebensraumes. Schutzmaßnahmen fokussierten sich bislang auf die Wasserentnahme für landwirtschaftliche Zwecke.
Die Gefährdung entstand durch menschlich bedingte Änderungen am Ökosystem, vor allem die Umleitung von Wasser, die Einführung nicht einheimischer Fischarten, Wasserverschmutzung, Urbanisierung und die Veränderung komplexer, von den Gezeiten beeinflusster Lebensräume mittels Wasserkanälen.
Bei einer Bestandsaufnahme im Jahr 2015 wurde ein einziger wildlebender Fisch gefunden. Die Art gilt als nahezu ausgestorben. Früher gefangene Individuen werden in einem Projekt der UC Davis gezüchtet. Eine weitere, vom U.S. Fish and Wildlife Service betreute Zucht befindet sich beim Shasta Dam.